# Pietro Cambiani
Pietro Cambiani da Ruffia (Ruffia, 1320 – Susa, 2 febbraio 1365) è stato un presbitero italiano, venerato come beato dalla Chiesa cattolica.

## Biografia
Il Tribunale dell'Inquisizione ebbe tra i devoti a san Domenico molti importanti esponenti, tra cui Pietro Cambiani. Egli prese gli abiti religiosi nel Convento di Savigliano abbandonando la ricchezza della sua famiglia nobile.
Le sue qualità gli attirarono lo sguardo dei superiori, i quali lo obbligarono a fare carriera ecclesiastica, di cui intuirono buoni sviluppi. La fama che presto si acquistò, presso i religiosi, di "santo" e di dotto predicatore giunse fino a Roma, a papa Innocenzo VI, il quale lo nominò nel 1351 Inquisitore Generale per tutta l'Alta Italia.
Gli eretici gli tesero un agguato il 2 febbraio 1365, pugnalandolo a Susa, dove si trovava ospite dei Frati Minori. Il suo corpo, dapprima sepolto nella città ove morì, nel 1516 è stato trasferito a Torino, nella chiesa di San Domenico.
Papa Pio IX, il 4 dicembre 1856, ha confermato il culto.